# 圣奥斯特雷莫尼乌斯

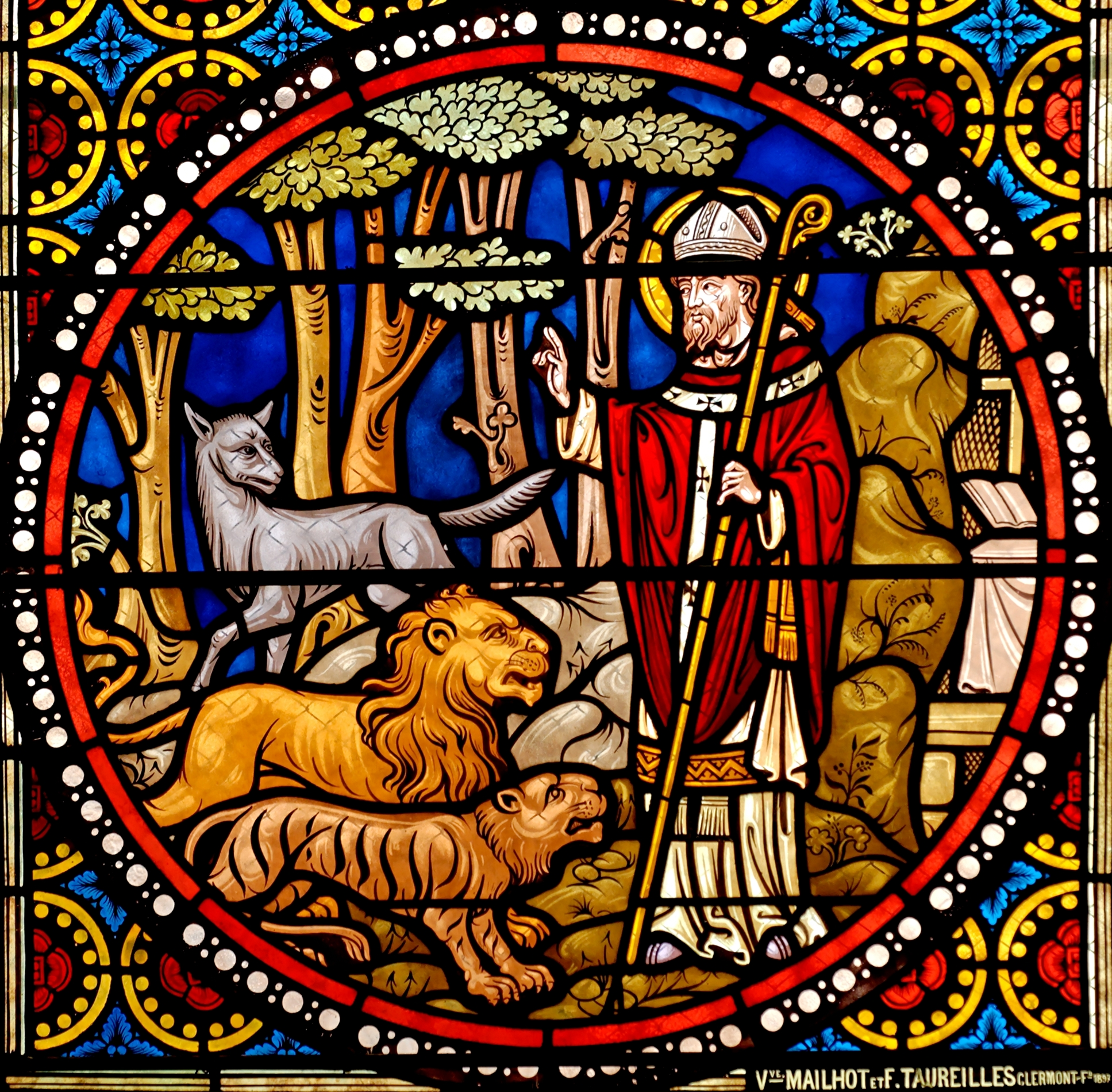
法国圣奥斯特雷莫尼乌斯教堂花窗，图案描绘了圣奥斯特雷莫尼乌斯生活场景

圣奥斯特雷莫尼乌斯（拉丁語：Austremonius；活躍时期公元3世纪）基督教早期活动家，克莱蒙的第一任主教。
据教会历史学家图尔的格列高利记载，在罗马皇帝德西乌斯统治时期（约251年），教皇法比安派遣了7名主教到高卢地区传教，圣奥斯特雷莫尼乌斯即为其中之一。这7名主教是：派往图尔的加蒂安努斯、派往阿尔勒的特罗菲姆斯、派往纳博讷的保罗、派往图卢兹的萨图尔尼努斯、派往巴黎的圣但尼、派往利摩日的圣马提雅尔和派往克莱蒙的斯特雷莫尼乌斯。
对奥斯特雷莫尼乌斯的崇敬是地方性的。在克莱蒙，奥斯特雷莫尼乌斯和其他一些前往高卢传教的教士们传统上都被说成是基督本人的弟子，在时间上被推前了两个世纪。还有说法声称奥斯特雷莫尼乌斯是一个皈依了基督教的犹太人，曾和圣彼得一起前往罗马，后来成为在奥弗涅、贝里和尼韦奈地区传播福音的使徒。
根据地方传说，圣奥斯特雷莫尼乌斯在克莱蒙的事迹如下：他使当地一位元老院成员卡西乌斯成为基督教徒；他成功地使一个罗马多神教的祭司维克托林努斯皈依了基督教；他派遣了许多基督教早期活动家，如圣西雷纳图斯、圣马里乌斯和圣安东尼努斯等去各地传教；在92岁时，他被罗马当局斩首，成为殉教者。这些传说大多基于10世纪时在莫扎克修道院写成的一份圣奥斯特雷莫尼乌斯生平传记，圣奥斯特雷莫尼乌斯的遗体就安葬于该修道院。

## 外部連結
- Catholic Encyclopedia （页面存档备份，存于）
- BQR sources hagiographiques Hagiographic sources for Auvergne (in French)